# Kita Bauchet
Kita Bauchet, née à Menilmontant, est une réalisatrice installée à Bruxelles.

## Biographie
Diplômée de l'INSAS à Bruxelles, Kita Bauchet réalise des films de fiction et de documentaires.

## Filmographie

### Cinéma
- 1994 : Joëlle, au-delà de l’eau (court métrage)
- 1995 : Chicco en coréalisation avec Carole Sacrée (court métrage)
- 1996 : Violette et Framboise (court métrage)
- 1997 : Le temps d'un soufflé[2] (court métrage)
- 1999 :  Violette au Travail (court métrage)
- 2009 : J’y vais quoi ! (documentaire) - 15 min
- 2009 : La Fabrique de Panique (documentaire) - 52 min
- 2016 : Une vie contre l’oubli, un portrait du documentariste belge André Dartevelle (documentaire) - 75 min
- 2018 : Bains Publics (documentaire) - 60 min
- 2022 : Les gestes de Saint-Louis (documentaire expérimental chorégraphique)- 32 min

### Télévision
- 2010-2011 « Ce jour-là » Série de LM documentaires 90’ : La faillite de la Sabena, Les grèves de 60, Wallen Buiten, L’aventure De Gerlache en Antarctique, Les amants diaboliques, Côte d’or, La fin du service militaire, Le décès du Roi Baudouin